# Villard (Haute-Savoie)

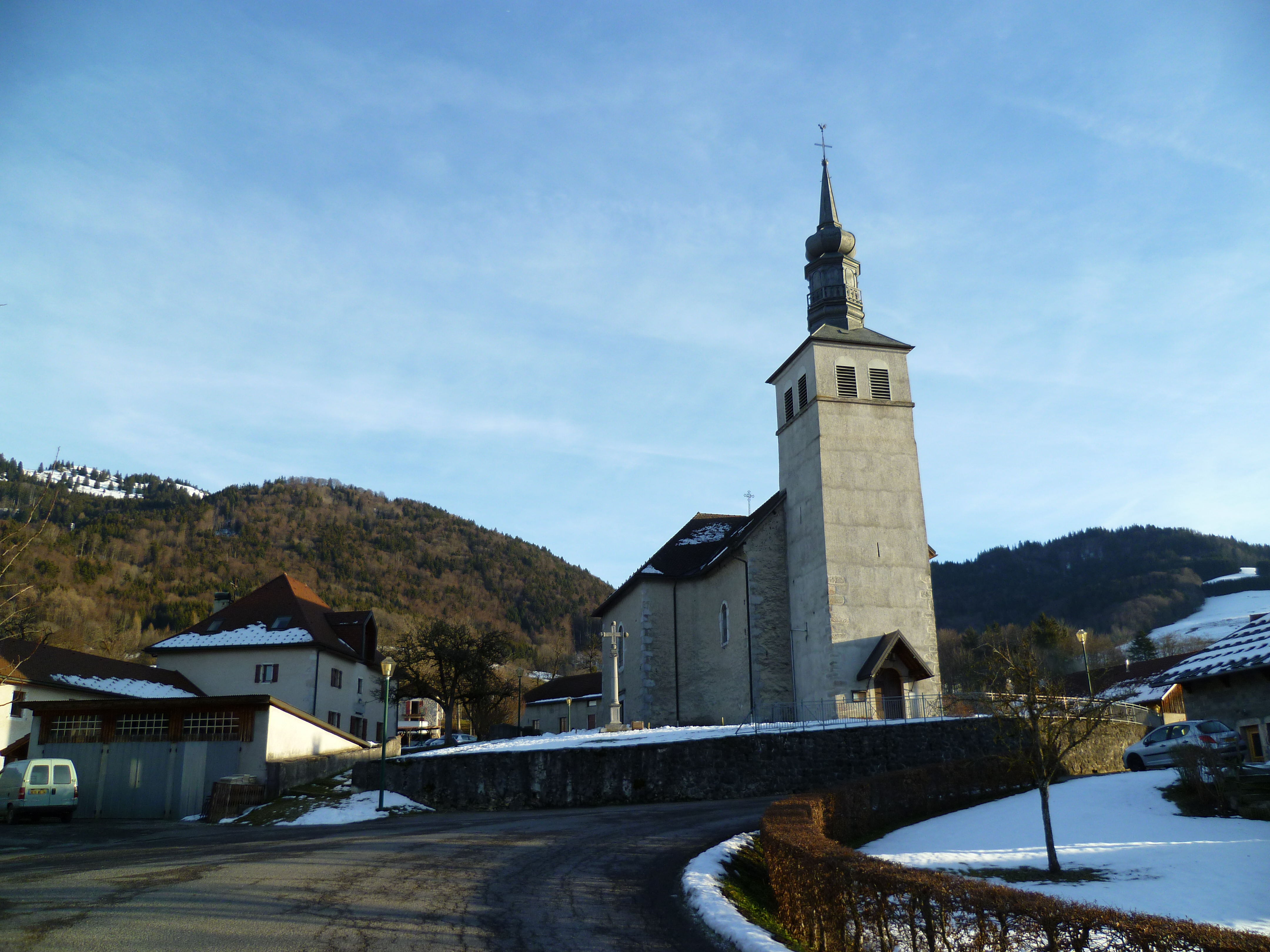

Villard is een gemeente in het Franse departement Haute-Savoie (regio Auvergne-Rhône-Alpes) en telt 728 inwoners (2004). De plaats maakt deel uit van het arrondissement Thonon-les-Bains.

## Geografie
De oppervlakte van Villard bedraagt 7,4 km², de bevolkingsdichtheid is 98,4 inwoners per km².
De onderstaande kaart toont de ligging van Villard (Haute-Savoie) met de belangrijkste infrastructuur en aangrenzende gemeenten.

## Demografie
Onderstaande figuur toont het verloop van het inwonertal (bron: INSEE-tellingen).